# 何春蕤
何 春蕤（か しゅんずい、1951年6月16日 - ）は、台湾の国立中央大学の英米語文学科の教員で、性／別研究所の研究員である。台湾で最もよく知られたフェミニズム研究者の一人であり、「台湾のクィア運動のゴッドマザー」とも呼ばれている。

## 活動

### フェミニズム的性解放運動

#### 背景
何春蕤は活動家として、1990年代から台湾の女性権利運動として注目を浴びてきた。当時、セクシュアル・ハラスメントを犯罪とする法律は存在しなかったが、1989年、セクハラに関する事案が初めて訴訟事件となってから、ニュースで婦女暴行事件が報道されることが増えた。当時のフェミニスト団体は、道徳主義的な言説を唱え、女性の「性的搾取」に反対し、ポルノで興奮する男性の危険を唱えていた。こうした団体は、セクハラ事件に対して、被害者が大学生など「良識ある女性」とされた場合には支援をしたが、クラブホステルなど「品行が悪い」とされた場合には支援しないといった問題点があり、何春蕤は、この言説では女性の積極的なセクシュアリティが示されないと考えていた。
1994年5月、婦女新知基金会・女性学学会・全大学女性行動連盟などの女性団体が台北市内で「女性連合戦線反セクシュアル・ハラスメント大規模デモ」を開催した。その参加者であった何春蕤は、「オーガズムが欲しい、セクハラはいらない」というスローガンを即興で考案して歌い、参加者たちの喝采を浴びた。何春蕤は、このスローガンにより、望まない性的接近を非難するだけではなく、対等な関係において作り上げられる快楽を積極的に主張し、女性の積極的なセクシュアリティを示した。
しかし、「オーガズム」という言葉がメディアから集中的に批判され、デモを企画したフェミニストからも激怒され、女性学学会は「性の自己決定は性解放とイコールではない」という声明を発表し何春蕤を除名した。これを受けて、何春蕤は半年後に『豪爽な女：フェミニズムと性解放』（中国語: 豪爽女人：女性主義与性解放）を出版し、「フェミニズム的性解放運動」を提唱した。この書は10万部を超えるベストセラーとなり、「性解放」という言葉がよく知られるようになった。そのラディカルな主張は保守派や当時の主流のフェミニズムの側からの批判を巻き起こし、新聞紙面上などで議論が交わされた。
何春蕤の主張の背景には、同時代の英語圏のフェミニズム研究の影響があり、同時に台湾社会での「性」をめぐる環境の変化も強く意識されている。当時の台湾で、女性をめぐる社会的状況が変化し、セクシュアリティの自由が増大したかのように見えるのに、年間数百名の男女が姦通罪・相姦罪で起訴され、セクシュアリティに関する国家管理的な法律が成立したことへの解釈としてこの言説が唱えられた。また、1990年代中頃に台湾に輸入されたクィア理論の影響も大きい。

#### 特徴
性解放派フェミニズムの特徴は、「性」がジェンダーとセクシュアリティが複雑に関係しながら成立する磁場であるととらえ、セクシュアリティを不問に付して私領域に隔絶しようとする当時のフェミニズムを批判するものであった。何春蕤によれば、家父長制は生殖を唯一の目的とするセクシュアリティを「正常」、それ以外のあらゆるセクシュアリティは「不法」「不当」「異常」「変態」的であると性科学・医学の言説を通して階層化することによって、異性愛規範を維持してきたと述べる。そして、こうした背景があるにもかかわらず、当時の主流派フェミニストが「女」ジェンダーのみを運動の根拠とし、セクシュアリティの多様性に関心を払わなかったことを批判した。
何春蕤は、「男女平等」を掲げる運動は、既存のジェンダー秩序内での権力の分配を求めるものでしかなく、婚姻の夫婦による性行為を最上に置く一夫一妻制を基礎とする異性愛体制への抵抗にならないどころか、異性愛と同性愛を二項対立的に誤解する見方を強化してしまうという。よって何春蕤は、非異性愛的セクシュアリティを排除し、異性愛を唯一の規範とする家父長制に抵抗しなければならないと述べる。
以上の前提から、フェミニズム的性解放運動は、必然的に同性愛などを含む性的少数者とともに運動を立ち上げなければならないし、セックスワーク・ポルノグラフィー・婚外の性・浮気・異性装・婚外の子・青少年の性的欲望・レズビアンなどのセクシュアリティに関するさまざまな問題を考察することになると何春蕤は述べる。

#### セックスワーカーとの関連
1997年から2001年にかけて、台北市長の陳水扁は、台北市娼妓管理法を撤廃し、公娼制を廃止した。この出来事は、女性運動内部でセックスワーカーの労働問題という争点を浮上させ、これを支持する主流派と性解放派の分裂となって表れた。主流派は、中産階級の家族的価値観に依拠しており、婚姻外の性行為を認めない立場からこの政策に賛成した。一方、性解放派は、セックスワークは労働であり、仕事として保障されるべきであるとし、セックスワークの非合法化はセックスワーカーを救うどころか、より劣悪な環境を押し付け、見殺しにする政策であると批判した。
何春蕤が提唱した「フェミニズム的性解放運動」は、自分の性的権利を取り戻す呼びかけとして、性的少数者にも広がり、支持を拡大した。これは、同性愛者・トランスジェンダー・バイセクシュアルの人だけではなく、セックスワーカーやHIV感染者など、異性愛規範から逸脱したジェンダー／セクシュアリティを生きるマイノリティにまで広く普及した。

#### 性／別研究所の設立
1995年、何春蕤は国立中央大学に「性／別研究所」を設立した。「性／別」という言葉には、以下の四つの認識が含まれている。
1. 単純な二分法を乗り越え、「性別」内部の多元的な流動性、不安定な分裂、曖昧模糊さを表現する[21]。
2. 性別（ジェンダー）と性（セクシュアリティ）の交差を維持しつつ、この二つの概念が集約不可能であることを明示する。性別は性の実践や欲望を独断的に指定せず、性もまた必ずしも異性愛イマジネーションに制約されない[21]。
3. 性には多元的な「別」（差異）があることをとらえ、異質性・内部的差異・社会的ヒエラルキーがあることを表す[21]。
4. 階級・エスティシティ・年齢・身体など、他の社会的差異があることを含意する[21]。

### 動物性愛ウェブサイト事件
2003年4月、中国時報は、何春蕤のウェブサイトに「獣姦」についての項目があり、ズーフィリアの実行が積極的に奨励されていると主張する記事を発表した。そして、十以上の保守的な団体が、わいせつ物頒布の罪として何春蕤を裁判所に告訴した。裁判は一年以上続いたが、2006年6月25日に一審判決で無罪、2004年9月15日の二審判決でも無罪と判決された。裁判の中で、何春蕤の獣姦に関する記述は学術的なレポートに過ぎないもので、わいせつには当たらないとされた。
この出来事は、メディアの扇情主義の一つであると同時に、台湾社会の保守派とフェミニズム的性解放運動の対立であるとみなされ、国際的な関心を集めた。具体的には、原告側の勵馨基金会・善牧基金会・エクパット（アジア観光における児童買春根絶国際キャンペーン）は、台北市の公娼制廃止や援助交際、ポルノグラフィーなどをめぐって何春蕤をはじめとする性解放派の論客と対立してきた団体である。
この裁判の経過や資料については、『動物恋網頁事件簿』にまとめられている。

## 年譜と主な著作
- 1951年、誕生[29]。
- 1972年、国立政治大学の文学部・西欧諸語科を卒業[29]。
- 1975年、ペンシルバニア大学の教育学研究科を修了[29]。
- 1981年、ジョージア大学の言語教育学研究科で教育学博士号を取得[29]。
- 1988年、国立中央大学の英語学部の助教授となる[29]。
- 1992年、インディアナ大学の英語研究科で博士号を取得[29]。
- 1994年、『不同国女人：性別、資本、文化』（自立晩報文化出版部）の出版。
- 1994年、『豪爽女人：女性主義与性解放』（皇冠文化）の出版。
- 1995年、国立中央大学に「性／別研究所」を設立する[20]。
- 1996年、『性心情：治療与解放的新性学報告』（張老師文化）の出版。
- 1997年、『性／別研究的新視野』（編）（元尊文化）の出版。
- 1998年、『好色女人』（元尊文化）の出版。
- 2001年、教授となる[29]。
- 2003年5月28日から7月4日に、お茶の水女子大学にて「東アジアにおけるジェンダー／セクシュアリティ理論と政治の諸課題」と題するセミナーを開催[30]。
- 2005年『性政治入門：台湾性運演講集』（中央大学性／別研究室）
- 2005年、 1000人のピースウーマンに選出される[31]。
- 2006年、『動物恋網頁事件簿』（編）（中央大学性／別研究室）の出版。
- 2012年、『民困愁城：憂鬱症与現代性的黒暗面』（台湾社会研究季刊叢書、甯応斌との共著）の出版。
- 2012年、『転眼歴史：両岸三地性運回顧』（編）（中央大学性／別研究室）の出版。
- 2016年、『性／別 20』（中央大学性／別研究室）（甯応斌との合編）の出版。
- 2016年、国立中央大学名誉教授となる。
- 2017年、『性別治理』（中央大学性／別研究室）の出版。
- 2018年、『援助交際在台湾』（中央大学性／別研究室）の出版。

## 関連文献
- 舘かおる「<夜間セミナー記録刊行> 何春蕤著　舘かおる・平野恵子（共編）大橋史恵・張瑋容（共訳）『「性／別」攪乱 : 台湾における性政治』」『ジェンダー研究 : お茶の水女子大学ジェンダー研究センター年報』第17巻、2014年。
- 福永玄弥「書評 何春蕤(著)『「性/別」攪乱 : 台湾における性政治』 舘かおる・平野恵子(編) 大橋史恵・張瑋容(訳)」『論叢クィア』第7巻、2014年。
- 河口和也「書評　著 舘かおる・平野恵子編 大橋史恵・張瑋容訳『「性／別」攪乱―台湾における性政治』(御茶の水書房 2013年)」『女性学』第22巻、日本女性学会、2015年。doi:10.50962/wsj.22.0_103。
- 于寧「書評 何春蕤(ホー・ジョセフィン)著、舘かおる・平野恵子編、大橋史恵・張瑋容訳『「性/別」攪乱 : 台湾における性政治』」『中国女性史研究』第24巻、2015年。
- 遠山日出也「書評 『「性/別」攪乱 : 台湾における性政治』[何春蕤著 舘かおる・平野恵子編 大橋史恵・張瑋容訳]」『女性学年報』第37巻、日本女性学研究会『女性学年報』編集委員会、2016年。